# Hans-Dieter Schmidt (Mediziner)
Hans-Dieter Schmidt (* 26. Juli 1940; † 9. April 2025) war ein deutscher Arzt und als Sanitätsoffizier zuletzt vom 1. Oktober 1995 bis zu seiner Zurruhesetzung im Jahr 2000 Amtschef des Sanitätsamts der Bundeswehr im Dienstgrad Generalstabsarzt.
Bis 2009 war er Präsident der Deutschen Gesellschaft für Wehrmedizin und Wehrpharmazie, sein Nachfolger wurde Generalarzt Christoph Veit.

## Auszeichnungen
- Verdienstkreuz des Ministers der Verteidigung der Tschechischen Republik, II. Stufe[3]